# Karl Friedrich Wilhelm von Erthal
Freiherr Karl Friedrich Wilhelm von Erthal, auch Karl Friedrich Wilhelm Freiherr von Erthal, Herr zu Leuzendorf und Gochsheim, (* 1. Juli 1717 im Schloss Leuzendorf; † 17. September 1780 in Würzburg) war Domherr zu Würzburg und Bamberg, Propst zur Alten Kapelle zu Regensburg sowie Präsident der geistlichen Regierung, Generalvikar und Geheimer Rat.

## Familie
Karl Friedrich Wilhelm von Erthal entstammte dem alten fränkischen Adelsgeschlecht Erthal und war der Sohn des Freiherren Karl Friedrich von Erthal zu Leuzendorf und Gochsheim und der Magdalena Barbara von Schaumberg.

## Leben
Durch Nomination des Turnars Franz Konrad Graf von Stadion erhielt er eine Domizellarpräbende an der Würzburger Domkirche. Nachdem er am 4. August 1729 zu Würzburg gefirmt und tonsuriert worden war, schwor er am 2. September 1729 auf. Einige Jahre später erhielt er auch eine Domizellarpräpende in Bamberg und wurde dort am 19. Juli 1736 aufgeschworen.
Nach Abschluss seiner philosophischen Studien an der Würzburger Universität mit dem Magistergrad unternahm er 1739 die für junge Adelige seinerzeit obligatorische Studienreise, die ihn u. a. durch Italien, England, Holland und Flandern sowie nach Wien führte. Dadurch war er bei der schwierigen Wahl Papst Benedikts XIV. und auch bei den Wahlakten für die Kaiser Karl VII. und Franz I. anwesend.
Danach tat er Dienst als kurmainzischer und hochfürstlich bambergischer Kammerherr, Hofrat und Oberamtmann zu Burgebrach. Noch als Domizellar richtete er 1752 eine Stiftung bei den Würzburger Reuerern ein, um für zum Tode Verurteilte Heilige Messen lesen zu lassen.
Am 26. Oktober 1755 empfing er zu Würzburg die niederen Weihen und am 27. Mai 1756 dort auch das Subdiakonat, bevor er am 29. Oktober 1756 in das Würzburger Domkapitel und etwa zur gleichen Zeit auch in das Bamberger Domkapitel aufgenommen wurde. Im Jahr darauf wurde er von Fürstbischof Adam Friedrich von Seinsheim in der Würzburger Hofkirche zum Priester geweiht.
Am 8. Januar 1758 zum Präsidenten der Geistlichen Regierung in Würzburg ernannt, visitierte er im Kriegsjahr 1762 das Landkapitel Ebern mitsamt den zugehörigen Klöstern. 1767 ernannte ihn der Fürstbischof zu seinem Würzburger Generalvikar und verlieh ihm den Rang eines Geheimen Rats. Am 28. August 1773 legte er im Rahmen einer feierlichen Zeremonie den Grundstein zum Neubau der Stadtpfarrkirche St. Jakobus in Bad Kissingen.
Am 5. Februar 1774 vom Würzburger Domkapitel zu seinem Kantor gewählt, feierte er am 2. September 1774 sein Jubiläum als Würzburger Domherr. Im gleichen Jahr wurde er von seinem Vetter, dem Kurfürsten und Erzbischof Friedrich Karl Joseph von Erthal, auch zum kurmainzischen Geheimen Rat ernannt.
1775 legte er seine Mainzer Domizellarpräbende nieder, die er seit dem Rücktritt seines jüngeren Bruders Georg Philipp Valentin von Erthal im Jahre 1748 innegehabt hatte.
Am 27. Januar 1780 wurde er, der seit 1767 auch Propst der alten Kapelle zu Regensburg war, zum Propst des Kollegiatstiftes Haug gewählt und am 16. Februar 1780 vom Papst in diesem Amt bestätigt.
Karl Friedrich Wilhelm von Erthal starb am 17. September 1780 in seiner Domherrenkurie an einer Lungenentzündung als letzter der Leuzendorfer Linie des Hauses Erthal. Zuvor hatte er dafür gesorgt, dass die männlichen Nachkommen der Töchter seines Bruders Georg Philipp Valentin von Erthal die würzburgischen Leuzendorfer Lehen erbten.

## Schriften (Auswahl)
- Dissertationes Ethicae Ex Principiis Philosophiae Moralis, Et Oraculis Christianorum Ac Gentilium Philosophorum Concinnatae : unà cum Thesibus ex Universa Philosophia. Typis Marci Antonii Engmann, Würzburg 1736, OCLC 84624097.
- Ode, als der hochwürdigste des Heil. Röm. Reichs Fürst … Franz Ludwig … Karl Friedrich Wilhelm Freyherrn von Ehrthal … als neugewählten Probst des Kollegiatstiftes zu Haug … bekräftigte. Hochfürstliche Hofbuchdruckerei, Würzburg 1780, OCLC 633933762 (online).
- Auf den erhabenen Wahltag des … Karl Friderich Wilhelm Freyherrn von Ehrthal … als hochderselbe … zum Probsten des berühmten Kollegiatstifts der beyden H.H. Johannen im Hauge den 27sten Jänner 1780 erwählet wurde. Hochfürstliche Hofbuchdruckerei, Würzburg 1780, OCLC 632342911.